# 22477 Julimacoraor
22477 Julimacoraor este un asteroid din centura principală de asteroizi.

## Descriere
22477 Julimacoraor este un asteroid din centura principală de asteroizi. A fost descoperit pe 10 martie 1997 la Socorro, New Mexico, în cadrul proiectului LINEAR. Asteroidul prezintă o orbită caracterizată de o semiaxă mare de 2,56 ua, o excentricitate de 0,12 și o înclinație de 2,9° în raport cu ecliptica.